# Yoshie Ueno
Yoshie Ueno (jap. 上野 順恵 Ueno Yoshie; * 1. Juli 1983 in Asahikawa) ist eine japanische Judoka und zweifache Weltmeisterin. Sie tritt in der Gewichtsklasse bis 63 Kilogramm an, dem Halbmittelgewicht.
Yoshie Ueno gewann im März 2002 in Budapest ihr erstes Weltcup-Turnier; sechs Monate später wurde sie Juniorenweltmeisterin. 2003 siegte sie bei den Asienmeisterschaften in Jeju, diesen Titel konnte sie 2005 in Taschkent und 2007 in Kuwait verteidigen. Nachdem sie 2007 bei den japanischen Meisterschaften im Finale gegen Ayumi Tanimoto unterlag, siegte sie ein Jahr später vor Tanimoto. Trotzdem erhielt Tanimoto den Vorzug für das Olympiateam und verteidigte ihre Goldmedaille von 2004 erfolgreich.
Nachdem Tanimoto ihre Karriere beendet hatte, vertrat Yoshie Ueno ab 2009 Japan bei internationalen Meisterschaften. Sie siegte bei den Judo-Weltmeisterschaften 2009 in Rotterdam und 2010 in Tokio. Zwei Monate nach der Weltmeisterschaft 2010 gewann sie auch bei den Asienspielen in Guangzhou. Im April 2011 belegte Yoshie Ueno bei den Asienmeisterschaften in Abu Dhabi den dritten Platz. Bei den Weltmeisterschaften im August 2011 in Paris erreichte sie das Finale, unterlag dort aber der Französin Gévrise Émane. Bei ihren ersten Olympischen Spielen 2012 in London erreichte sie den dritten Platz.
Yoshie Uenos ältere Schwester Masae Ueno war 2004 und 2008 Olympiasiegerin im Mittelgewicht.